# Айрактинское газоконденсатное месторождение
Айракти́нское газоконденса́тное месторожде́ние (Айракты, каз. Айрақты — раздвоенный) — газоконденсатное месторождение Казахстана, расположено в Мойынкумском районе Жамбылской области, в 135 км от города Тараз. Относится к Чу-Сарысуйской нефтегазоносной области.
Открыто в 1971 году. На сегодняшний день оператором месторождения является ТОО «АмангельдыГаз».

## Характеристика месторождения
Структурный план по отложениям нижнего карбона и нижней перми различается. По кровле верхнетурнейско-нижневизейских продуктивных горизонтов наблюдается структура-ловушка — изометрическая куполовидная складка с размерами 9x9 км и амплитудой поднятия 120 метров. По кровле нижнепермского межсолевого газового горизонта отмечается структура-ловушка — асимметричная антиклиналь субмеридионального простирания, с размерами 21x10 км и амплитудой поднятия 160 метров.
Месторождение включает в себя три газовые залежи литологически экранированного и пластово-сводового типа. По возрасту залежи относятся к верхтурнейским, нижневизейским и нижнепермским отложениям, представленными угленосно-теригенными, межсолевыми песчаниками и алевролитами.
Глубина залегания верхнетурнейской залежи в своде — 2145 м, высота — 24 м, ГВК — 1803 м. Общая толщина газового горизонта составляет 24 м, эффективная толщина — 17 м.
Глубина залегания нижневизейской залежи в своде — 2075 м, высота — 62 м, ГВК — 1771 м. Общая толщина газового горизонта составляет 35 м, эффективная толщина — 11,4 м.
Глубина залегания нижнепермского межсолевого газового горизонта в своде — 830 м, высота — 70 м, ГВК — 534 м. Общая толщина равна 32 м, эффективная толщина — 10 м.
Газы отложений верхнего турне и нижнего визе — этаносодержащие, азотно-углеродные и углекисло-азотно-углеводородные, гелиеносные. Компоненты представленных газов колеблются в пределах: метан — 72,5-81,9 %, этан — 3,46-8,21 %, пропан — 1,14-2,77 %, бутаны — 0,23-1,4 %, пентан+высшие члены — 0,4-0,96 %, азот — 7,64-30,9 г/м3.
Залежь нижней перми включает в себя азотно-углеродные и углеродно-азотные, сухие и этансодержащие легкие газы с концентрацией метана в пределах: 24-75,49 %, этана 1,03-5,15 %, пропана 0,47-1,71 %, бутанов 0,06-0,91 %, пентанов+высших членов 0,1-0,76 %, азота 16,9-72,6 %, гелия 0,17-0,35 %.

## Добыча
С 2006 по 2013 годы были проведены сейсморазведочные работы с использованием технологии МОГТ-2D съемки, восстановлены скважины № 1Г, 4Г и 6Г, где в результате проведения гидроразрыва пластов получены притоки газа, дебитами от 3 до 11 тыс.м3/сут.
В 2017 году месторождение введено в опытно-промышленную эксплуатацию. В работе находятся 8 эксплуатационных скважин.
С начала эксплуатации месторождения Айракты, добыча составила 82,97 млн м3 природного газа и 1189,1 тонн газового конденсата. В 2019 году добыто 39,19 млн м3 природного газа и 497,225 тонн газового конденсата.
По данным недропользователя, запасы природного газа на месторождении Айракты составляют 1,2 миллиарда м3.